# 1960年全米選手権 (テニス)
1960年 全米選手権（1960ねんぜんべいせんしゅけん）に関する記事。

## 大会の流れ
- 1881年から1967年まで、全米選手権は各部門が個別の名称を持ち、大会会場も別々のテニスクラブで開かれた。これが他の3つのテニス4大大会と大きく異なる点である。
  - 男子シングルス　名称：全米シングルス選手権（U.S. National Singles Championship）／会場：ニューヨーク市クイーンズ区フォレストヒルズ、ウエストサイド・テニスクラブ　（1924年-1977年）
  - 女子シングルス　名称：全米女子シングルス選手権（U.S. Women's National Singles Championship）／会場：フォレストヒルズ、ウエストサイド・テニスクラブ　（1921年-1977年）
  - 男子ダブルス　名称：全米ダブルス選手権（U.S. National Doubles Championship）／会場：マサチューセッツ州ボストン市、ロングウッド・クリケット・クラブ　（1946年-1967年まで）
  - 女子ダブルス　名称：全米女子ダブルス選手権（U.S. Women's National Doubles Championship）／会場：ボストン、ロングウッド・クリケット・クラブ　（1946年-1967年まで）
  - 混合ダブルス　名称：全米混合ダブルス選手権（U.S. Mixed Doubles Championship）／会場：フォレストヒルズ、ウエストサイド・テニスクラブ　（1942年-1977年）
- 1967年までは、男子ダブルス・女子ダブルスの2部門がボストンの「ロングウッド・クリケット・クラブ」で開かれ、他の3部門（男女シングルス・混合ダブルス）はフォレストヒルズで行われた。

## シード選手

### 男子シングルス
1. ニール・フレーザー　（優勝、大会2連覇）
2. ロッド・レーバー　（準優勝）
3. バリー・マッケイ　（4回戦）
4. アール・ブックホルツ　（ベスト4）
5. バーナード・バーツェン　（1回戦）
6. ロイ・エマーソン　（3回戦）
7. ロナルド・ホルムバーグ　（4回戦）
8. ボビー・ウィルソン　（ベスト8）

### 女子シングルス
1. マリア・ブエノ　（準優勝）
2. アン・ヘイドン　（ベスト8）
3. クリスティン・トルーマン　（ベスト4）
4. ダーリーン・ハード　（初優勝）
5. カレン・ハンツェ　（3回戦）
6. ジャン・レヘイン　（ベスト8）
7. バーニス・ブコビッチ　（ベスト8）
8. ナンシー・リッチー　（ベスト8）

## 大会経過

### 男子シングルス
準々決勝
- ロッド・レーバー vs.  ボビー・ウィルソン　9-7, 6-1, 6-3
- アール・ブックホルツ vs.  ハミルトン・リチャードソン　3-6, 6-3, 6-4, 6-4
- ニール・フレーザー vs.  チャック・マッキンリー　6-2, 6-4, 6-2
- デニス・ラルストン vs.  ボブ・マーク　1-6, 6-3, 6-3, 6-2

準決勝
- ロッド・レーバー vs.  アール・ブックホルツ　4-6, 5-7, 6-4, 6-2, 7-5
- ニール・フレーザー vs.  デニス・ラルストン　11-9, 6-3, 6-2

### 女子シングルス
準々決勝
- マリア・ブエノ vs.  ナンシー・リッチー　6-2, 6-4
- クリスティン・トルーマン vs.  バーニス・ブコビッチ　6-3, 6-3
- ドナ・フロイド vs.  アン・ヘイドン　3-6, 6-2, 9-7
- ダーリーン・ハード vs.  ジャン・レヘイン　6-2, 6-1

準決勝
- マリア・ブエノ vs.  クリスティン・トルーマン　6-3, 9-7
- ダーリーン・ハード vs.  ドナ・フロイド　6-1, 7-5

## 決勝戦の結果
- 男子シングルス： ニール・フレーザー vs.  ロッド・レーバー　6-4, 6-4, 9-7
- 女子シングルス： ダーリーン・ハード vs.  マリア・ブエノ　6-4, 10-12, 6-4
- 男子ダブルス： ロイ・エマーソン＆ ニール・フレーザー vs.  ロッド・レーバー＆ ボブ・マーク　9-7, 6-2, 6-4
- 女子ダブルス： ダーリーン・ハード＆ マリア・ブエノ vs.  アン・ヘイドン＆ デイドル・キャット　6-1, 6-1
- 混合ダブルス： ニール・フレーザー＆ マーガレット・オズボーン・デュポン vs.  アントニオ・パラフォックス＆ マリア・ブエノ　6-3, 6-2